# Earl Theus
Earl Theus (nascido em 7 de outubro de 1963) é um ex-ciclista belizenho.

## Olimpíadas
Competiu pelo Belize no ciclismo de estrada dos Jogos Olímpicos de Verão de 1988.